# Sven Meyer
Pour les articles homonymes, voir Meyer.
Sven Meyer, né le 15 juillet 1977 à Berlin en Allemagne et mort le 6 mai 1999 à Berlin, est un patineur artistique allemand. Il a été champion d'Allemagne en 1998.

## Biographie

### Carrière sportive
Sven Meyer commence le patinage artistique à l'âge de 5 ans. Il s'entraîne au club de Berlin (SC Berlin) avec son entraîneur Viola Striegler.
Il est à l'apogée de sa carrière lors de la saison 1997/1998 lorsqu'il remporte le titre national à Berlin devant Andrejs Vlascenko. Cela lui permet de participer pour la première fois aux championnats d'Europe en janvier 1998 à Milan puis aux championnats du monde en mars 1998 à Minneapolis. La saison suivante, il perd son titre et redescend à la 5e place nationale.
Il appartenait au groupe de sportifs de la police de Berlin.

### Suicide
Le 6 mai 1999, Sven Meyer se suicide à la suite d'une rupture amoureuse. Il s'est tiré une balle avec son arme de service dans son appartement berlinois de Prenzlauer Berg. Il n'avait que 21 ans.

## Palmarès
| Compétition              | 1994    | 1995    | 1996    | 1997    | 1998    | 1999    |  |  |  |  |  |  |  |  |  |
| Jeux olympiques d'hiver  |         |         |         |         |         |         |  |  |  |  |  |  |  |  |  |
| Championnats du monde    |         |         |         |         | 23e     |         |  |  |  |  |  |  |  |  |  |
| Championnats d’Europe    |         |         |         |         | 19e     |         |  |  |  |  |  |  |  |  |  |
| Championnats d'Allemagne | 13e     | 12e     | 7e      | 7e      | 1er     | 5e      |  |  |  |  |  |  |  |  |  |
|                          |         |         |         |         |         |         |  |  |  |  |  |  |  |  |  |
| Grand Prix ISU           | 1993/94 | 1994/95 | 1995/96 | 1996/97 | 1997/98 | 1998/99 |  |  |  |  |  |  |  |  |  |
| Skate Canada             |         |         |         |         | 11e     |         |  |  |  |  |  |  |  |  |  |
| Coupe d'Allemagne        |         |         |         |         | 11e     | 7e      |  |  |  |  |  |  |  |  |  |
| Trophée de France        |         |         |         |         |         | 8e      |  |  |  |  |  |  |  |  |  |
| Légende : F= Forfait     |         |         |         |         |         |         |  |  |  |  |  |  |  |  |  |